# Улица Сурикова (Екатеринбург)
У́лица Су́рикова (прежнее название: 2-й Уктусский переулок) — магистральная улица в жилом районе «Южный» Ленинского и Чкаловского административных районов Екатеринбурга.

## Происхождение и история названий
Первоначальное название — 2-й Уктусский переулок, улица получила потому, что шла в направлении села Уктус, параллельно Уктусской дороге. Своё современное название улица получила в честь Василия Ивановича Сурикова (1848—1916) — выдающегося русского художника, который неоднократно бывал проездом в Екатеринбурге.

## Расположение и благоустройство
Улица Сурикова идёт с севера на юг между улицами Московской (после Щорса — между Серова) и Уктусской. Начинается от пересечения с улицей Большакова и заканчивается у Т-образного перекрёстка с улицей Островского. Пересекается с улицами Фурманова, Фрунзе, Щорса, Циолковского, Авиационной и Златоустовским переулком. Слева на улицу выходит улица Отто Шмидта. Протяжённость улицы Сурикова составляет около 1900 метров. Ширина проезжей части севернее улицы Щорса в среднем около 15 м (по две полосы в каждую сторону движения), южнее Щорса ширина улицы сужается до двух полос в обе стороны движения.
На протяжении улицы имеются пять светофоров, нерегулируемых пешеходных переходов не имеется. С обеих сторон на участке между улицами Большакова и Щорса улица Сурикова оборудована тротуарами.

## История
Улица Сурикова была обозначена на планах ещё начала XIX века, но стала застраиваться лишь в самом конце XIX — начале XX века как маленький переулок, отходивший от Болотной улицы в южном направлении на протяжении примерно одного квартала (до 1-й Загородной улицы, современной Фурманова), затем переулок выходил к лесу. В 1913 году в переулке проживало девять семей: Морозовы, Пановы, Трушковы, Еремеевы, Топорковы, Ульяновы, Кривых, Майданцевы, Малковы.
В 1920-е — 1930-е годы улица продолжала застраиваться в южном направлении малоэтажным частным жильём, полностью застроена к 1940-м годам. Позднее застроена средне- и многоэтажными жилыми домами как типовых серий, так и индивидуальных проектов.

## Транспорт

### Наземный общественный транспорт
Движение наземного общественного транспорта по улице не осуществляется. Ближайшая к улице остановка общественного транспорта «Серова» находится в 200 метрах к западу от перекрёстке улиц Щорса и Сурикова:
Автобус: № 12, 23, 37, 38, 42, 46, 50а, 50 м;
Троллейбус: № 11, 14;
Маршрутное такси: № 010, 025, 044, 047, 050, 055, 067.
Близ перекрёстка Большакова-Сурикова (в начале улицы) находится остановка «Облсобес»:
Автобус: № 18, 76;
Маршрутное такси: № 022, 038, 044.

### Ближайшие станции метро
В 500 м восточнее от перекрёстка улиц Сурикова-Щорса находится станция метро  «Чкаловская». В 500 м восточнее перекрёстка улиц Сурикова-Большакова находится законсервированная станция  «Бажовская».